# Wat Arun
Chùa Bình Minh hay Wat Arun (Vát A-lun), tên đầy đủ là Wat Arun Ratchawararam Ratchaworamahawihan (tiếng Thái: วัดอรุณราชวรารามราชวรมหาวิหาร, phiên âm: Vát A-lun Lát-cha-va-la-lam Lát-cha-vo-la-ma-ha-vi-han) là một ngôi chùa nằm trên bờ tây sông Chao Phraya, Thonburi. Đây là ngôi chùa cổ kính nhất của Bangkok. Khi vua Thakssin quyết định xây dựng kinh đô mới tại Thonburi ông đã tới đây vào một buổi bình minh. Vì vậy ông đổi tên nó là đền Wat Jang, "Jang" có nghĩa là sạch sẽ, sáng sủa của buổi bình minh. Người thừa kế của ông, vua Rama I, khi rời kinh đô về Bangkok đã mang theo tượng Phật ngọc và xây dựng đền Emerald, ông đã mang thần tượng về đặt cạnh đền Phật ngọc. Vua Rama II đã mở rộng ngôi đền Wat Arun mời các nhà sư tới sống và xây dựng nhiều tòa bảo tháp, ông còn cho chạm khắc thần tượng riêng của mình.

## Quá trình xây dựng

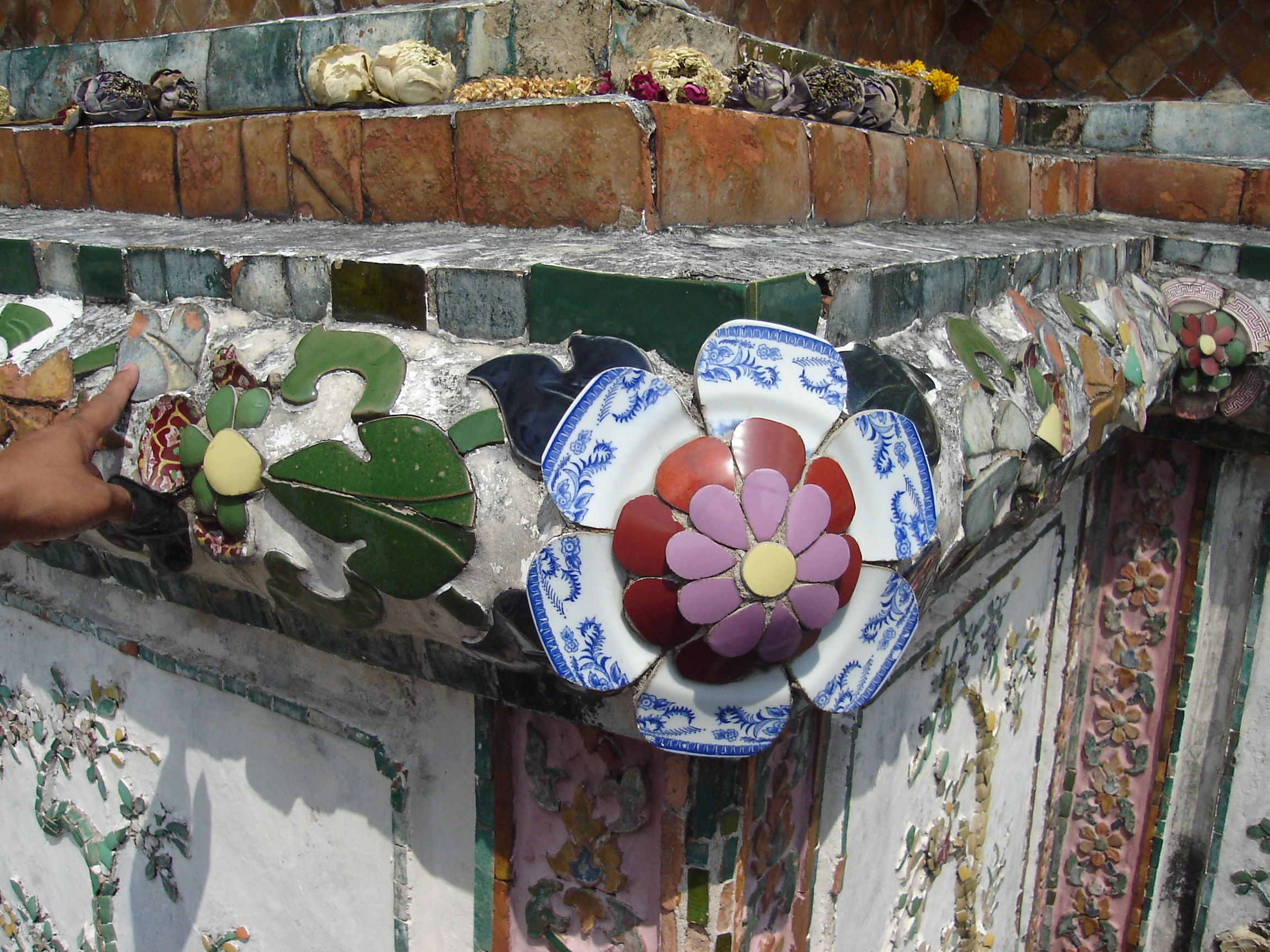
Khảm sành sứ Trung Hoa ở bao lơn - kiểu trang trí độc đáo tại Wat Arun

Vua Rama III đã tiếp tục công việc của cha, mở rộng phần đền bằng đá cao 234 m và phần giữa cao 250 m. Hơn nữa ông còn cho xây dựng thêm nhà cho các nhà sư. Vua Rama IV (hay Mongkut) trang trí đền bằng sứ và mang thần tượng mà vua Rama I đem đến đền Phật ngọc trở lại ngôi đền này. Ông cho an táng vua Rama II tại đây và đổi tên thành Arun.

## Miêu tả đền

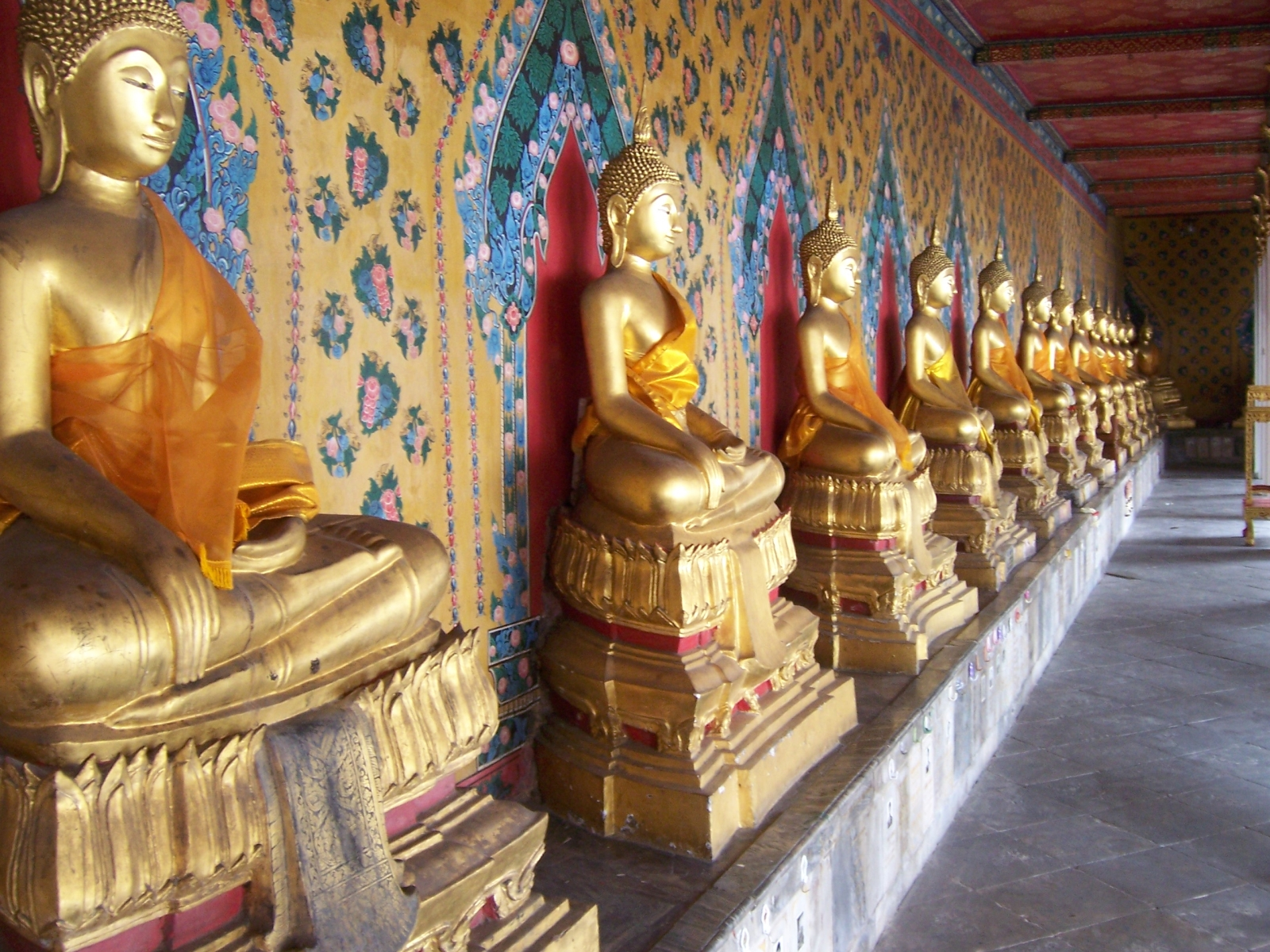
Hàng tượng Phật bên hông Wat Arun

Đền có các bậc bằng đá dẫn tới sân thứ nhất có những hình tượng Trung Hoa hung dữ canh gác. Ở mỗi góc của đền được xây dựng những ngôi đền nhỏ kiểu Khmer. Xung quanh phần chân đền được trang trí bằng những bức tượng thần khỉ và các vị thần Thái Lan. Đỉnh đền được trang trí bởi đinh ba của thần Shiva.

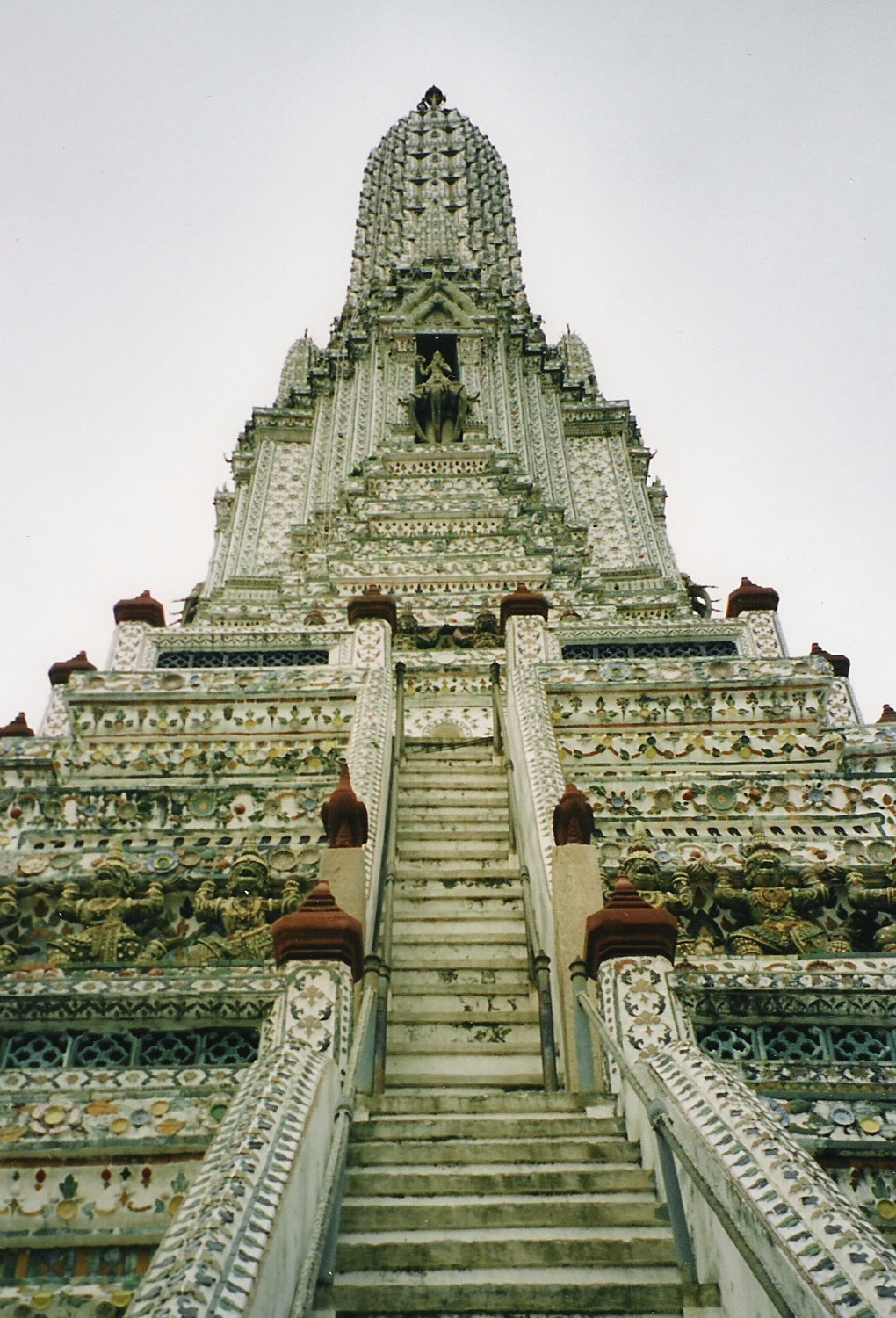
Các mộ tháp xây bên hông Wat Arun

Mỗi phía của sân thứ hai là các cổng rất đẹp với những mái hình xoáy và những bức tượng mô tả về 4 sự kiện chính trong cuộc đời của Phật. Những cổng này được sơn màu vàng da cam và nâu, nhưng mái lại có màu vàng chanh và xanh da trời.
Nếu trèo theo những bậc thang đá lên tới ban công, du khách có thể nhìn thấy rõ hơn những vòm cổng và các bức tượng khác. Một cầu thang hẹp dẫn tới ban công cao nhất, nơi du khách có thể nhìn thấy toàn cảnh sông Chao Phraya và Bangkok từ cầu Rama I đến Hoàng cung và đền Phật Ngọc. Điều thú vị nhất của đền là hình thức trang trí những cổng đền. Nó được xây bằng gạch và được phủ bên ngoài bằng sứ Trung Quốc nhiều màu sắc.

## Giá trị
Ngôi đền thật sự trở thành một trong những điểm tham quan tuyệt vời tại thủ đô này, nằm cạnh bờ sông, nên việc tham quan đền thuận lợi cả về đường bộ lẫn đường thủy. Nó là biểu tượng của du lịch Bangkok với kiến trúc mang đậm phong cách Thái.